# Потерянный рай (фильм, 2011)
«Потерянный рай» — название в российском прокате фильма вьетнамского режиссёра Ву Нгок Данга «Мятежный горячий парень, и история о парне по имени Кыой, проститутке и утке» (вьет. Hot boy nổi loạn, và câu chuyện về thằng Cười, cô gái điếm và con vịt). В международном прокате фильм представлен под названием «Потерянные в раю» (англ. Lost in Paradise). Сюжет картины состоит из двух несвязанных между собой историй: повседневной жизни двух молодых гомосексуалистов и отношений умственно отсталого мужчины с женщиной-проституткой.

## Сюжет
Действие фильма происходит во вьетнамском городе Хошимине (в просторечии вьетнамцы часто употребляют его старое название — Сайгон).
Кхой приехал из провинции в этот вьетнамский мегаполис после того, как был отвергнут семьёй из-за своей гомосексуальности. На улице он встречает Донга, который предлагает ему разделить жильё вместе с ним и бойфрендом по имени Лам. В квартире Донг и Лам грабят Кхоя, забирая все его деньги и вещи. Донг в свою очередь бросает Лама и бежит с только что украденными у Кхоя деньгами. Лам начинает жалеть о том, что с Кхоем поступили «не по-людски». Он возвращает парню одежду и документы. Через некоторое время они становятся любовниками и начинают жить вместе. Лам возвращается к своей прежней деятельности — занятию гей-проституцией. Кхой пытается устроиться на работу продавцом книг. Через некоторое время он оставляет Лама, так как его не устраивает то, что бойфренд не желает менять род своей деятельности. Лам в отчаянии и депрессии начинает грабить своих клиентов, один из которых, в конце концов, его убивает.
В центре второй сюжетной линии — психически больной мужчина Кыой и его усилия по выращиванию утёнка, а также его дружба с проституткой Хань. Эти странные отношения злят её сутенеров, которые постоянно избивают женщину.

## В ролях
| Актёр          | Роль |
| -------------- | ---- |
| Хо Винь Кхоа   | Кхой |
| Лыонг Мань Хай | Лам  |
| Линь Шон       | Донг |
| Хиеу Хиен      | Кыой |
| Фыонг Тхань    | Хань |

## Критика
Фильм демонстрировался на нескольких международных кинофестивалях и получил смешанные отзывы критиков. В частности, изображение гомосексуальности в нём было отмечено как новаторское для вьетнамского кинематографа, а американское издание The Hollywood Reporter назвало картину «настолько приторной гей-мелодрамой, что впору вводить предупреждение для диабетиков».

## Награды
- В 2010 году — Приз «Техниколор» в Таиланде[5].
- В 2011 году — «Серебряный Лотос» и победы в нескольких номинациях на 17-м Вьетнамском кинофестивале в Туихоа[6].